# Dobermann Cult
Dobermann Cult är ett svenskt hardcoreband från Stockholm som bildades 2006. bestående av medlemmar från bland annat The Dontcares, The Pints, The Hipshots, Glenda, Antipati, Sleepless Nights och Makabert fynd. Dobermann Cult spelar klassisk hardcore med influenser från både amerikanska och svenska band som till exempel Warzone, Minor Threat och Totalitär. 

## Medlemmar
- Doltz - Gitarr
- Sicko - Trummor
- Max - Gitarr
- Pelle - Bas
- Martin Fernström - Sång

## Tidigare medlemmar
- Mattis - Trummor
- Ogge - Gitarr

## Diskografi
- When the Shit Hits the Fans CD (2008, Mass Productions)
- Dobermann Cult vs Fredag den 13:e, Fuck your scene, kid - Vol II split 7" (2009, Kranium Records)
- Cursed to Be... CD (2010, Mass Productions)
- Pray For Us (2012)
- Lions Share of The Dog Years - LP/CD/Digital (2013, Gaphals)